# 사와 마사카쓰
사와 마사카쓰(일본어: 澤 昌克, 1983년 1월 12일 ~ )는 일본의 축구 선수이다.

## 구단 경력
과거 가시와 레이솔에서 활동하였다.